# 閑麗海上國立公園
閑麗海上國立公園（：／ Hallyeo Haesang Gungnip Gongwon */?）是位於韓國全羅南道麗水市以及慶尚南道巨濟市、南海郡、泗川市、統營市、河東郡的海上型國立公園。1968年12月31日與慶州國立公園、鷄龍山國立公園被同時指定，總面積546平方公里。
閑丽海上国立公园是从閑山岛到丽水之间的300里水道，因此取名“閑丽”:301。

## 沿革
- 1968年12月31日：閑麗海上國立公園指定 (建設部公告第164號)。
- 1979年5月1日：閑麗海上國立公園慶尙南道管理事務所設置。
- 1986年1月16日：閑麗海上國立公園梧桐島管理事務所設置。
- 1987年8月5日：國立公園管理公團閑麗海上管理事務所開所。
- 1991年4月23日：國立公園業務移管 (建設部→內務部)。
- 1998年2月28日：國立公園業務移管 (內務部→環境部)。
- 2000年6月30日：閑麗海上東部支所開所。
- 2004年1月26日：閑麗海上管理事務所→閑麗海上事務所、閑麗海上東部支所→閑麗海上東部事務所。
- 2006年12月22日：露梁分所、泗川分所開所。

## 關聯區域
- 全羅南道
  - 麗水市
- 慶尚南道
  - 南海郡
  - 統營市
  - 泗川市
  - 巨濟市
  - 河東郡